# Béatrice Joffroy
Pour les articles homonymes, voir Joffroy.
Béatrice Joffroy est une karatéka française surtout connue pour avoir remporté l'épreuve de kumite individuel féminin plus de 60 kilos aux championnats d'Europe de karaté 1982 organisés à Göteborg, en Suède.

## Résultats
| Résultat      | Date | Épreuve                   | Catégorie | Compétition                | Ville hôte         |
| ------------- | ---- | ------------------------- | --------- | -------------------------- | ------------------ |
| Médaille d'or | 1982 | Kumite individuel + 60 kg | Seniors   | Championnats d'Europe 1982 | Göteborg, en Suède |